# Пікіруючий бомбардувальник

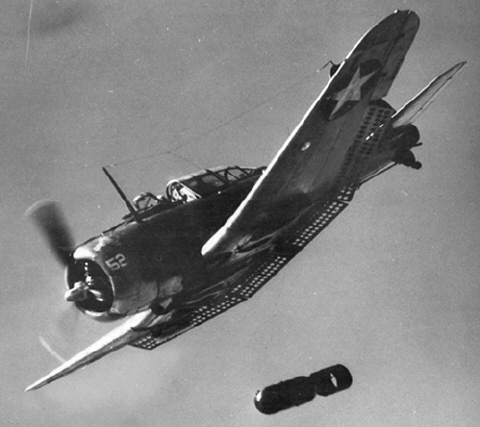
Американський пікіруючий бомбардувальник Douglas SBD Dauntless часів Другої світової війни

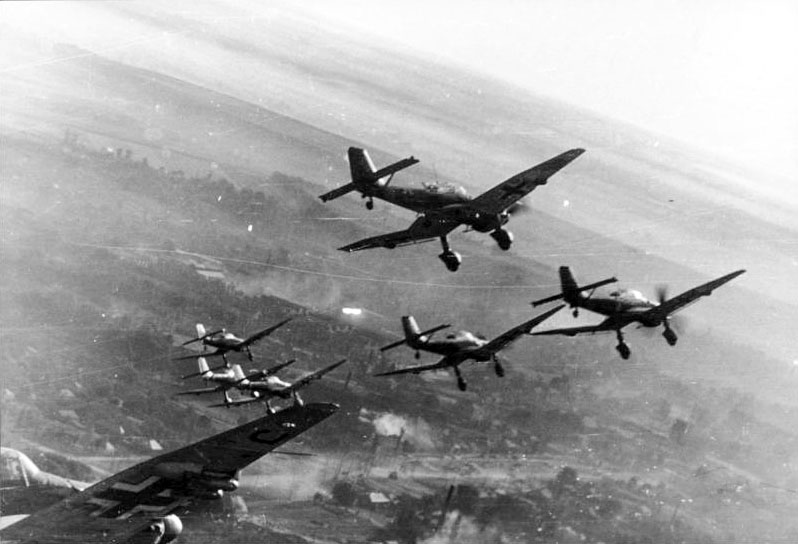
Німецькі пікіруючі бомбардувальники Junkers Ju 87. Східний фронт.

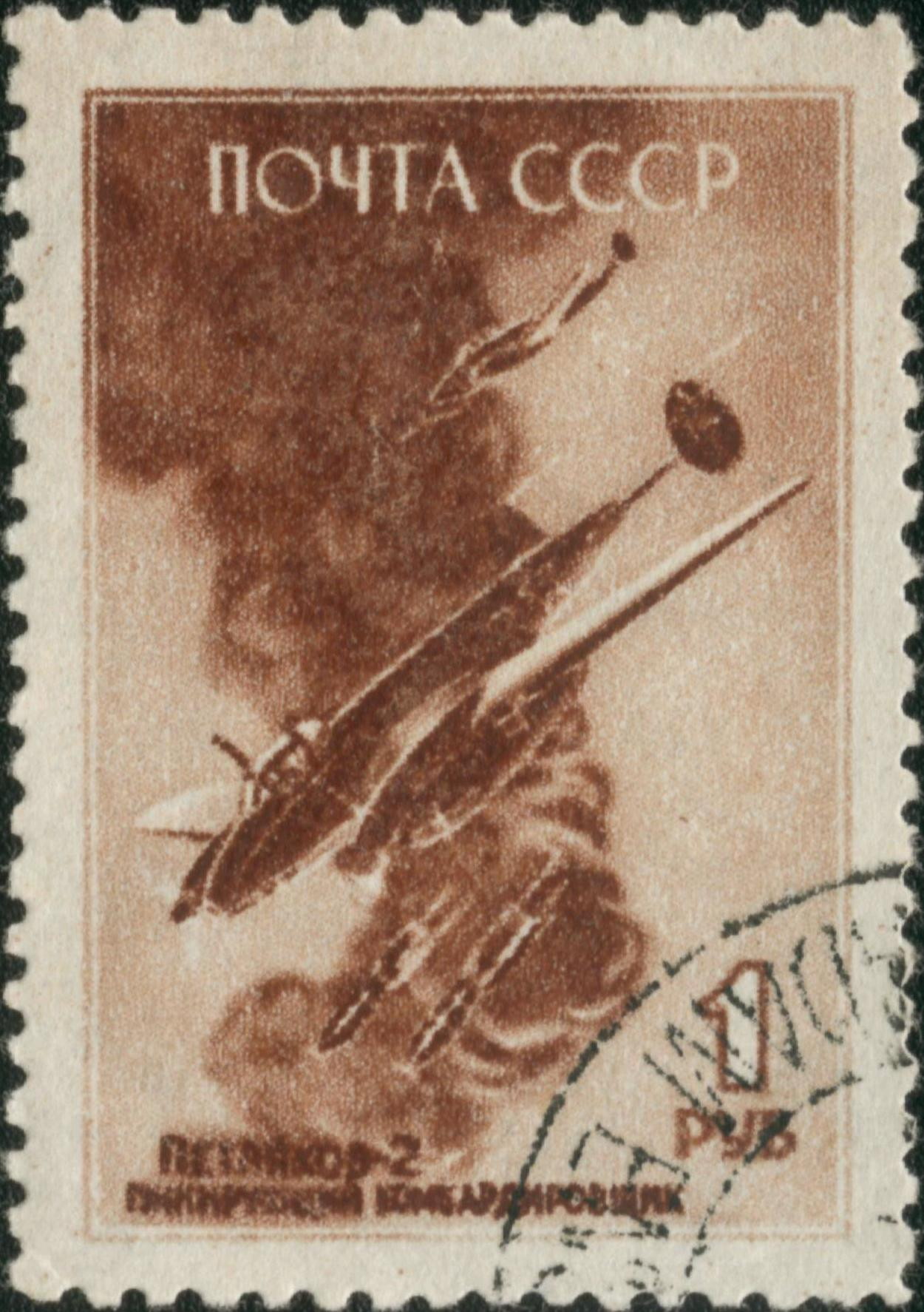
Поштова марка з зображенням радянського пікуючого бомбардувальника Пе-2

Пікіруючий або пікірувальний бомбардува́льник, пікірува́льник — вид бомбардувальника, спеціально призначений для ураження наземних або надводних об'єктів за допомогою бомбового озброєння з пікірування. Цей різновид бомбардувальної авіації знайшов широке розповсюдження напередодні та під час Другої світової війни. З розвитком реактивної військової авіації поступово зійшов у занепад.